# Neufila
Neufila va ser un religiós hispanosueu, que va ser bisbe de Tui aproximadament entre el 576 i el 589.
Probablement es va convertir al catolicisme anys abans del seu nomenament, va ser elevat al bisbat en temps de pau del regne dels sueus, designat per Miró. Això canviaria el 585, quan els visigots, aprofiten la feblesa dels sueus per annexionar-se el regne i incorporar la Gal·lècia al seu regne. Amb els nous governants s'introduí l'arrianisme, a voltes a la força, i es va perseguir els fidels catòlics i es va desterrar als seus bisbes per instal·lar a les diòcesis bisbes arrians. Sembla que Neufila no va patir una persecució, si bé el rei Leovigild va nomenar un nou bisbe de fe arriana, Garding, i va intentar prendre per la força la diòcesi de Tui. No obstant això, la mort del monarca el 586 va aturar aquest procés. El seu fill, Recared, sobirà que, al contrari que el seu pare, tenia simpatia pel catolicisme, es va convertir a aquesta religió poc després del seu ascens al tron. El 8 de maig de 589 va convocar el Tercer Concili de Toledo, on es va posar de manifest la conversió del regne al catolicisme i l'anatematització d'Arri i de les seves ensenyances. Al concili va assistir, entre d'altres, Neufila, que ocupà el onzè lloc després dels metropolitans, quelcom que significava la seva antiguitat com a bisbe consagrat.
S'ignoren més fets sobre la seva vida posteriorment a la data del concili, probablement va morir aquell any. El va succeir l'antic bisbe intrús Garding, ja legitimitat per la seva conversió al catolicisme.